# Ankieta bezpieczeństwa osobowego
Ankieta bezpieczeństwa osobowego – dokument wypełniany przez osobę sprawdzaną w postępowaniu sprawdzającym zgodnie z ustawą z dnia 5 sierpnia 2010 r. o ochronie informacji niejawnych (Dz.U. z 2024 r. poz. 632).
Ankieta jest jednym z elementów postępowania sprawdzającego. Postępowanie sprawdzające ma na celu ustalenie, czy osoba sprawdzana daje rękojmię zachowania tajemnicy i jest przeprowadzane tylko przez podmioty wymienione w ustawie.
Ankieta powinna zostać wypełniona przez osobę sprawdzaną osobiście i zgodnie z jej najlepszą wiedzą i wolą.
Ankieta bezpieczeństwa osobowego, po wypełnieniu, stanowi tajemnicę prawnie chronioną i podlega ochronie przewidzianej dla informacji niejawnych o klauzuli tajności „poufne” w przypadku poszerzonego postępowania sprawdzającego lub „zastrzeżone” w przypadku zwykłego postępowania sprawdzającego. Jednocześnie informujemy Państwa, że informacje zawarte w niniejszej ankiecie są chronione ustawą z dnia 29 sierpnia 1997 r. o ochronie danych osobowych (Dz.U. z 2016 r. poz. 922, z późn. zm.) i mogą być wykorzystane jedynie do celów postępowania sprawdzającego lub kontrolnego postępowania sprawdzającego, prowadzonego na podstawie przepisów ustawy z dnia 5 sierpnia 2010 r. o ochronie informacji niejawnych. Akta zakończonego postępowania sprawdzającego lub kontrolnego postępowania sprawdzającego mogą zostać udostępnione wyłącznie na żądanie sądu lub prokuratora w celu ścigania karnego lub podmiotom uprawnionym do prowadzenia postępowań sprawdzających, a także właściwemu organowi w celu rozpatrzenia odwołania lub dokonania sprawdzenia prawidłowości przeprowadzenia postępowania sprawdzającego oraz sądowi administracyjnemu w związku z rozpatrywaniem skargi.

## Instrukcja do ankiety bezpieczeństwa osobowego
1. Przed wypełnieniem ankiety proszę się z nią dokładnie zapoznać.
2. Proszę wypełniać ankietę osobiście. Cudzoziemcy niewładający językiem polskim składają osobiście wypełnione ankiety w językach ojczystych, dołączając do nich tłumaczenie ich treści, wykonane przez tłumacza przysięgłego.
3. Jeśli ankieta zawiera zbyt mało miejsca na wpisanie danych, proszę je podać na osobnym arkuszu formatu A4, który należy dołączyć do ankiety.
4. W przypadku udzielenia odpowiedzi twierdzącej na pytanie zasadnicze proszę wypełnić wszystkie pozostałe rubryki odnoszące się do tego pytania.
5. W przypadku udzielenia odpowiedzi przeczącej na pytanie zasadnicze proszę nie wypełniać pozostałych rubryk odnoszących się do tego pytania.
6. W razie braku wiedzy umożliwiającej podanie danych proszę wpisać sformułowanie: „nie wiem” i podać przyczynę.
7. Informacje o partnerce (partnerze), o której (którym) mowa w części II B, należy podać tylko i wyłącznie wtedy, gdy związek z partnerką (partnerem) ma charakter faktycznego i trwałego pożycia.
8. Informacje o odsetkach od lokat bankowych i rachunkach bankowych, o których mowa w części VI, należy podać także, gdy dotyczą lokat oraz rachunków w spółdzielczych kasach oszczędnościowo-kredytowych oraz w bankach zagranicznych.
9. Jeżeli dane w kolejnych punktach ankiety są identyczne z danymi podanymi w poprzednich punktach, można w kolejnych punktach wpisywać sformułowanie: „jak w pkt ...”.
10. Jeżeli któryś z członków rodziny zmarł, proszę ograniczać wypełnianie takiego fragmentu ankiety wyłącznie do podania jego imienia, nazwiska, daty i miejsca urodzenia oraz sformułowania: „nie żyje”.
11. Osoby objęte zwykłym postępowaniem sprawdzającym nie wypełniają części V, VI i VII ankiety.
12. Osoby objęte poszerzonym postępowaniem sprawdzającym, z wyjątkiem osób ubiegających się o wydanie poświadczenia bezpieczeństwa upoważniającego do dostępu do informacji niejawnych oznaczonych klauzulą „ściśle tajne” lub stanowiącą jej odpowiednik klauzulą tajności organizacji międzynarodowej, nie wypełniają części VII ankiety.
13. Pkt 1 w części IV ankiety wypełniają osoby urodzone przed dniem 1 sierpnia 1972 r. 
14. Przy kolejnym postępowaniu sprawdzającym część III należy wypełnić wyłącznie z odniesieniem się do okresu, począwszy od daty wypełnienia poprzedniej ankiety do dnia wypełnienia następnej ankiety. Jeżeli dane odnoszące się do wyżej wymienionych punktów nie uległy zmianie, należy przy nich pisać sformułowanie: „bez zmian”.
15. Osoby objęte poszerzonym postępowaniem sprawdzającym mogą włożyć ankietę do koperty i zakleić.